# Mariblemma pandani
Mariblemma pandani är en spindelart som först beskrevs av Brignoli 1978.  Mariblemma pandani ingår i släktet Mariblemma och familjen Tetrablemmidae.
Artens utbredningsområde är Seychellerna. Inga underarter finns listade i Catalogue of Life.